# Subasteron
Subasteron is een geslacht van spinnen uit de familie mierenjagers (Zodariidae).

## Soorten
Het geslacht kent de volgende soorten:
- Subasteron daviesae Baehr & Jocqué, 2001